# Pelota valenciana

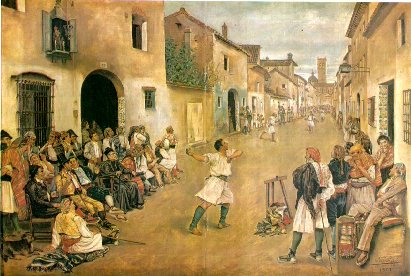
Jogo de pelota, de Josep Bru i Albinyana. Quadro costumbrista de 1881

Pelota valenciana é o tipo de jogo de pelota nativo da Comunidade Valenciana, na Espanha. Dois jogadores ou equipes competem frente a frente para lançar uma bola com a mão sob certas regras, dependendo da modalidade, como a bola passa por uma corda ou avança algumas linhas no solo. Exceto no caso do frontão, todas as modalidades da pelota valenciana se caracterizam pelo fato de os jogadores se enfrentarem, separados por uma corda ou listras de terra, e devem golpear a bola com a mão (que levará algumas proteções conforme o tipo de pelota). Em geral, pode ser jogado na rua (galotxa, llargues e raspall) ou em um trinquete (escada e corda e raspall).

## História
A origem da pelota valenciana não é conhecida ao certo, embora esteja relacionada com o grego feninde, o francês medieval jogo de palma, do qual também derivariam outros jogos de pelota, como o basco ou irlandês, e as modalidades "listradas". de toda a Europa (handebol frísio, longue paume, pallone, etc.), bem como outros esportes como equipamentos, como tênis. Há evidências da prática de pelota nas ruas de Valência já no século XIV, e no XVI havia até 13 trinquetes. Uma vez que, durante as partidas, o trânsito de algumas vias ficava interditado, e também por causa do elevado uso de calões, várias proibições ocorreram, sendo a primeira delas em 14 de junho de 1391. A proibição foi respondida com protestos. Também houve proibições em Castelló. No entanto, nada disso teve qualquer efeito prático, e até o século XVIII existem evidências de novas proibições.